# Gelehrtenkalender
Ein Gelehrtenkalender ist ein jährlich erscheinendes Werk, das ähnlich wie das Gelehrtenlexikon aufgebaut ist, jedoch nur lebende Gelehrte verzeichnet. Die Grenzen sowohl zum Gelehrtenlexikon als auch zum Literaturkalender sind fließend.
Am bekanntesten ist der jährlich erscheinende Kürschners Deutscher Gelehrten-Kalender mit Informationen zu mehr als 77.000 in der Regel habilitierten Wissenschaftlern an deutschsprachigen wissenschaftlichen Institutionen (Verlag Walter de Gruyter & Co.). Dieser erschien zum ersten Mal 1925 einbändig als Kürschners Deutscher Gelehrten-Kalender auf das Jahr 1925 (Hrsg. Gerhard Lüdtke) und ist aktuell (2013) bei seiner 25. Ausgabe angelangt (4 Teilbände).